# Xã Jefferson, Quận Madison, Ohio
Xã Jefferson (tiếng Anh: Jefferson Township) là một xã thuộc quận Madison, tiểu bang Ohio, Hoa Kỳ. Năm 2010, dân số của xã này là 7.140 người.